# نهر كوبر
نهر كوبر (بالإنجليزية: Cooper River) هو نهر مد وجزر يقع بشكل رئيسي في ولاية كارولينا الجنوبية الأمريكية. على طول النهر تقع مدن مونت بليستانت، وتشارلستون، ونورث تشارلستون، وغوس كريك، ومونكس كورنر، وهاناهان . بشكل قصير وعريض، ينضم إلى النهر نهر المياه السوداء إيست براتش ثم أبعد في اتجاه مجرى النهر عند المد والجزر نهر واندو. بعد ذلك مباشرة تقريبًا، يتسع نهر كوبر إلى مصبه ويتحد مع نهر آشلي ليشكل ميناء تشارلستون.